# モーア郡 (ミネソタ州)
モーア郡（英: Mower County）は、アメリカ合衆国ミネソタ州の南東部に位置する郡である。人口は4万0029人（2020年）。郡庁所在地はオースティンであり、同郡で人口最大の都市である。郡内南東部ルロイの近くにルイーズ湖州立公園がある。南はアイオワ州と接している。

## 歴史
1852年、ジェイコブ・マキリンとその家族がモーア郡となった地域に入植した。1855年までにこの地域の人口が増加したので、1856年3月1日、ミネソタ州知事ウィリス・A・ゴーマンがモーア郡を組織化する法案に署名した。郡名はミズーリ準州議会議員を務めたジョン・エドワード・モーワに因んで名付けられた。

## 地理
アメリカ合衆国国勢調査局に拠れば、郡域全面積は711.71平方マイル (1,843.3 km2)であり、このうち陸地711.50平方マイル (1,842.8 km2)、水域は0.21平方マイル (0.54 km2)で水域率は0.03％である。

### 湖
モーア郡は、州内で天然湖が無い4郡の1つではあるが、ダムによる人造の池や湖が4つある。
シーダー川（レッドシーダー川とも呼ばれる）がドッジ郡の水源から郡内西側4つの郡区を南に流れ、アイオワ州のミッチェル郡に流れ込んでいる。

### 主要高規格道路
| - 州間高速道路90号線 - アメリカ国道63号線 - アメリカ国道218号線 - ミネソタ州道16号線 | - ミネソタ州道56号線 - ミネソタ州道105号線 - ミネソタ州道251号線 |

### 隣接する郡
- ドッジ郡 - 北
- オルムステッド郡 - 北東
- フィルモア郡 - 東
- ハワード郡 (アイオワ州) - 南東
- ミッチェル郡 (アイオワ州) - 南
- ワース郡 (アイオワ州) - 南西
- フリーボーン郡 - 西

## 人口動態

2000人口ピラミッド

以下は2000年国勢調査による人口統計データである。
| 基礎データ - 人口: 38,603人 - 世帯数: 15,582 世帯 - 家族数: 10,315 家族 - 人口密度: 21人/km2（54人/mi2） - 住居数: 16,251軒 - 住居密度: 9軒/km2（23軒/mi2） 人種別人口構成 - 白人: 94.7% - アフリカン・アメリカン: 0.6% - ネイティブ・アメリカン: 0.2% - アジア人: 1.5% - 太平洋諸島系: 0.1%未満 - その他の人種: 2.2% - 混血: 0.9% - ヒスパニック・ラテン系: 4.3% 先祖による構成 - ドイツ系：35.9％ - ノルウェー系：24.4％ - アイルランド系：7.0％ 年齢別人口構成 - 18歳未満: 25.1% - 18-24歳: 8.2% - 25-44歳: 25.7% - 45-64歳: 21.4% - 65歳以上: 19.6% - 年齢の中央値: 39歳 - 性比（女性100人あたり男性の人口） - 総人口: 97.0 - 18歳以上: 93.6 | 世帯と家族（対世帯数） - 18歳未満の子供がいる: 29.7% - 結婚・同居している夫婦: 54.7% - 未婚・離婚・死別女性が世帯主: 8.0% - 非家族世帯: 33.8% - 単身世帯: 29.1% - 65歳以上の老人1人暮らし: 14.8% - 平均構成人数 - 世帯: 2.42人 - 家族: 2.98人 収入と家計 - 収入の中央値 - 世帯: 36,654米ドル - 家族: 45,154米ドル - 性別 - 男性: 31,743米ドル - 女性: 23,317米ドル - 人口1人あたり収入: 19,795米ドル - 貧困線以下 - 対人口: 9.2% - 対家族数: 6.3% - 18歳未満: 11.3% - 65歳以上: 5.6% |

## 都市と郡区

### 都市
| - オースティン - 郡庁所在地 - アダムズ - ブラウンズデール - デクスター - エルクトン | - グランドメドウ - ルロイ - ライル - メイプルビュー - ラシーン | - ローズクリーク - サージェント - タオピ - ウォルサム |

### 郡区
モーア郡は20の郡区に分かれており、1つの郡区の面積は36平方マイル (93 km2) である。下表のように東西5列、南北4列に並んでいる。
| モーア郡の郡区配置 | モーア郡の郡区配置 | モーア郡の郡区配置 | モーア郡の郡区配置 | モーア郡の郡区配置 |
| 1                  | 2                  | 3                  | 4                  | 5                  |
| ------------------ | ------------------ | ------------------ | ------------------ | ------------------ |
| 1 ウドルフォ       | ウォルサム         | サージェント       | プレザントバレー   | ラシーン           |
| 2 ランシング       | レッドロック       | デクスター         | グランドメドウ     | フランクフォード   |
| 3 オースティン     | ウィンダム         | マーシャル         | クレイトン         | ベニントン         |
| 4 ライル           | ネバダ             | アダムズ           | ローダイ]          | ルロイ             |

## 郡政府
モーア郡郡政委員会は2年毎に半数が改選され、4年任期の委員5人によって構成されている。委員会はサービスのコストを監視しながら住民や町にサービスを提供するために働いている。会議は毎月第1、第2、第4火曜日に、モーア郡庁舎1階で開催されている。毎月最初の会議は午後1時に始まり、他は部門の事業と共に午前8時半に、また一般事業は午前10時頃に始まる。

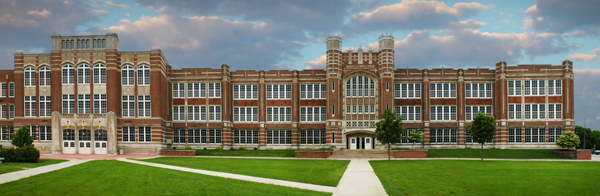
オースティン高校